# Lorius garrulus
Lorius garrulus е вид птица от семейство Папагалови (Psittaculidae). Видът е световно застрашен, със статут Уязвим.

## Разпространение
Видът е разпространен в Индонезия.